# Автоаукцион

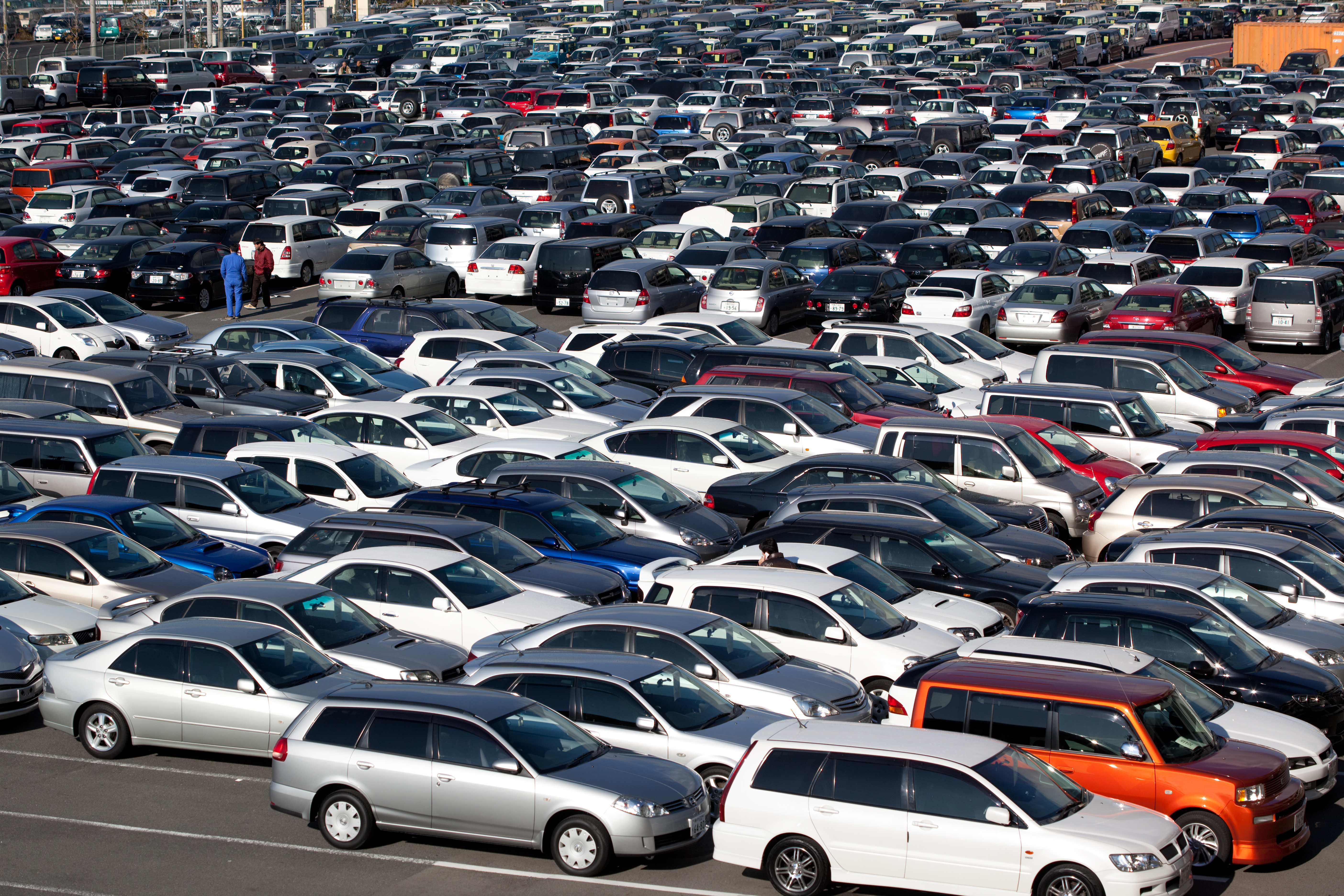
Парковка продаваемых на аукционе автомобилей, Кобе, Япония

Автоаукцион (англ. auto auction) — аукцион по продаже автомобилей. На автоаукционе чаще продают подержанные или раритетные автомобили, так как аукционы в принципе предназначены для продажи вещей, обладающих индивидуальными свойствами. Новые автомобили на аукционах, как правило, не продаются, так как новые автомобили одной модели, одинаковой комплектации и исполнения должны быть по техническим параметрам и состоянию одинаковыми.
Существуют различными типы автоаукционов:
- очный аукцион
- интернет-аукцион

На очном аукционе сделки совершаются в специально оборудованном помещении по правилам аукционной торговли. В интернет-аукционе сделки совершаются через интернет по специальным правилам интернет-аукциона.

## АвтоаукционыЯпонии
В Японии существует большое количество автомобильных аукционов, на которых продаются подержанные автомобили различного типа: легковые, грузовые, спортивные, специального назначения и др.
Своими корнями история японских автомобильных аукционов уходит в 60-е годы XX века, когда начали возникать первые аукционные дома. Пик их развития пришелся на 1980-е годы, отчасти благодаря скачку информационных технологий. Среди наиболее значимых групп аукционов можно выделить USS, JAA, HAA и CAA.
Всего в Японии постоянно функционирует более 30 широко известных аукционных центров и более 200 локальных, менее известных аукционов.
Отличительной особенностью японских аукционов является хорошо отлаженная система предаукционной проверки выставляемых на продажу автомобилей и продуманные правила совершения сделок на аукционах.
На все автомобили, выставляемые на аукцион оформляется аукционный лист, в котором содержится характеристика выставляемого на продажу автомобиля. Каждый автомобиль имеет свой индивидуальный идентификационный номер, под которым он выставляется на аукцион. Система условных обозначений и перечень характеристик, содержащихся в аукционном листе даёт возможность получить достаточную информацию для принятия решения о покупке автомобиля. Имеется подробная статистика продаж по маркам, комплектации, товарному виду, году выпуска, пробегу, цвету, используя которую можно спрогнозировать предполагаемую цену конкретного автомобиля.
В помещении, где проводится аукцион, сделки имеют право совершать представители фирм, прошедших регистрацию на аукционе. Представители фирм, участвующие в аукционе, совершают сделки в интересах индивидуальных заказчиков или фирм-дилеров. Для подачи заявки на покупку автомобиля потенциальный покупатель сообщает индивидуальный аукционный номер автомобиля и максимальную цену, которую он готов заплатить за выставленный на продажу автомобиль.
На одной из стен аукционного зала расположены экраны, демонстрирующие изображение аукционных автомобилей, выставленных на продажу, и технические характеристики — аукционные листы (все в электронном виде).
Характеристики, оценки и прочая необходимая информация о машине дублируется на экраны компьютеров, установленных перед каждым участником торгов. Столы оборудованы электронным механизмом, позволяющим нажатием кнопки повышать цену (делать свою ставку).
Значительная часть проданных на японских аукционах автомобилей экспортируется в разные страны. Например, в 2007 году из Японии было экспортировано 1048213 автомобилей с аукционов, из которых 441539 — в Россию. Количество проданных в Россию автомобилей составляет 42 % от всех экспортируемых с японских аукционов автомобилей и больше, чем общее количество автомобилей, экспортированных в 12 следующих за Россией в списке стран — импортёров подержанных японских автомобилей.

## АвтоаукционыСША
В США аукционы подержанных автомобилей также популярны как среди индивидуальных покупателей, так и среди дилеров. В различных штатах действует более 400 автоаукционов.
На автоаукционах продают конфискованные автомобили, а также автомобили, которые использовали фирмы по прокату автомобилей, и государственные организации.
В последнее время большую популярность получили интернет-аукционы, на которых в режиме онлайн можно совершить покупку, не выходя из дома. Самым распространённым онлайн-аукционом является аукцион eBay.